# Rafael Souto
Rafael Ángel Souto Castro (nacido el 24 de octubre de 1930 en Montevideo, Uruguay) fue un ex-futbolista uruguayo. Jugaba de delantero y su primer club fue  el Club Atlético Artigas que milita en la divisional amateur de Auf. Luego pasó a Nacional.

## Carrera
Comenzó su carrera en 1952 jugando para el Nacional. Jugó para el club hasta 1954. En ese año se fue a España para unirse a las filas del Atlético de Madrid. Jugó para ese equipo hasta 1956, cuando se retiró del fútbol.

## Selección nacional
Ha sido internacional con la Selección de fútbol de Uruguay entre 1953 y 1954.

## Clubes
| Club               | País    | Año       |
| ------------------ | ------- | --------- |
| Nacional           | Uruguay | 1952-1954 |
| Atlético de Madrid | España  | 1954-1956 |